# 張邦昌
張 邦昌（ちょう ほうしょう）は、北宋末・南宋初期の政治家。字は子能。永静軍東光県張家湾（現在の河北省衡水市阜城県碼頭鎮大龍湾）の人。一時、金朝が建てた傀儡国家楚の皇帝に擬せられた。

## 経歴
進士出身で、大観4年（1110年）に高麗へ使行した。様々な官職を経て大司成となったが、訓導を誤って崇福宮提挙に左遷された。その後、地方官として光州・汝州・洪州知州を歴任し、礼部侍郎となって復帰した。宣和元年（1119年）、尚書右丞を拝命され、後には尚書左丞、中書侍郎に移った。欽宗が即位すると、宰相職である少宰（尚書右僕射）、ついで太宰（尚書左僕射）兼門下侍郎に任ぜられた。
靖康元年（1126年）、金軍が首都の開封に迫った時に康王趙構（後の南宋の高宗）とともに金軍の人質となり和解条件を整えて帰還するが、主戦派の弾劾を受けて左遷される。靖康2年（1127年）、戦いが再開されて結局開封は占領され、太上皇徽宗と欽宗をはじめ、数多くの皇族や官僚たちが連行された（靖康の変）。金軍は傀儡として異姓の賢人を立てて旧北宋領を統治させる方針を立て、張邦昌を「大楚皇帝」に擁立した。名目上の首都は、金陵（現在の江蘇省南京市）に定められた。しかし金軍が撤収すると、張邦昌は帝位を放棄し、哲宗の皇后で廃位されていた孟氏（元祐皇后）を迎えて尊奉し、自身を太宰として事務を管掌した。
同年5月、孟氏による垂簾聴政の形式を整え、その指名の形で康王趙構を皇帝に擁立させた。これにより、楚は32日で滅亡した。その後、張邦昌は高宗のいる応天府に出頭した。高宗は張邦昌を許すつもりで太保・同安郡王としたが、宰相の李綱が張邦昌の処刑を強硬に主張したため、彼の身柄は潭州に安置され、尚書省の監視を受けるようになった。9月25日には詔書が下され張邦昌を自殺させた。
張邦昌の廃位後、金朝は代わって劉豫を擁立し、同じく漢人を皇帝に戴く傀儡国家の斉を建て、引き続き旧北宋支配地域の間接統治を試みていくことになる。

## 関連作品
- （話本）『説岳全伝（中国語版）』

## 原史料
- 靖康2年4月5日『冊命元祐皇后手書』：予世受宋恩、身相前帝。毎欲捨生而取義、惟期尊主以庇民。豈図禍変非常、以至君臣之易位。既重罹于網罟、実難逃于刀縄。外迫大金兵火之余、内軫黎元塗炭之苦、顧難施于面目、徒自憚于夙宵。杵臼之存趙孤、実初心之有在；契丹之立晋祖、考前跡以甚明。重惟本朝興創之図、首議西宮尊崇之礼。恭惟哲宗元祐皇后聡明睿知、徽柔懿恭。王假有家、粛母儀于方夏；天作之合、早配徳于泰陵。雖嘗寓瑤華崇道之居、亦継承欽聖還宮之請。久棲真于秘館、尤著徳于令聞。今二帝既遷、山川大震、匪仰伸于懿範、将曷称于儀刑。是挙用国旧章、擇時陬吉、躬即彤庭之次、虔修欽奉之儀、允契天心、式従人望。幅員時乂、庶臻康済之期；京邑即安、更介霊長之祉。宜上尊号曰「宋太后」、令有司擇日具冊命、疾速施行。

- 靖康2年4月10日『請元祐皇后垂簾聴政手書』：以身殉国、蓋嘗質于軍中；忍死救民、姑従権于輦下。乗外兵之悉退、方初志之獲伸。載惟遭変之非常、本以済国于有永。今則保存九廟、復活万霊、社稷不移、衣冠如故。奉迎太后、実追少帝之玉音；表正万邦、猶假本朝之故事。蓋以敵方退舎、兵未越河、尚余殿後之師、或致回戈之挙。于間諜漸以北還、既禍乱之消除、豈権宜之敢後。延福宮太后宜遵依原奉欽聖憲粛皇后詔旨正尊号曰「元祐皇后」、入居禁中。縁遣使康邸、未知行府所在。軍国庶務不可曠時、恭請元祐皇后垂簾聴政、以俟予復避位冢宰、実臨百工、誓殫孤忠、以輔王室。惟天心悔禍、啓帝冑之應期。二帝雖遷、頼吾君之有子。惟多方之時乂、系我後之斯猷、邦其永孚于休、庶亦有辞于世。